# Pseudechiniscus papillosus
Espèce
Pseudechiniscus papillosus est une espèce de tardigrades de la famille des Echiniscidae. 

## Distribution
Cette espèce est endémique de Chine. Elle se rencontre au Shaanxi et au Hubei.

## Publication originale
- Li, Wang, Liu & Su, 2005 : A new species and five new records of the family Echiniscidae (Tardigrada) from China. Zootaxa, no 1093, p. 25-33.